# Anton Clemens Lünenschloss

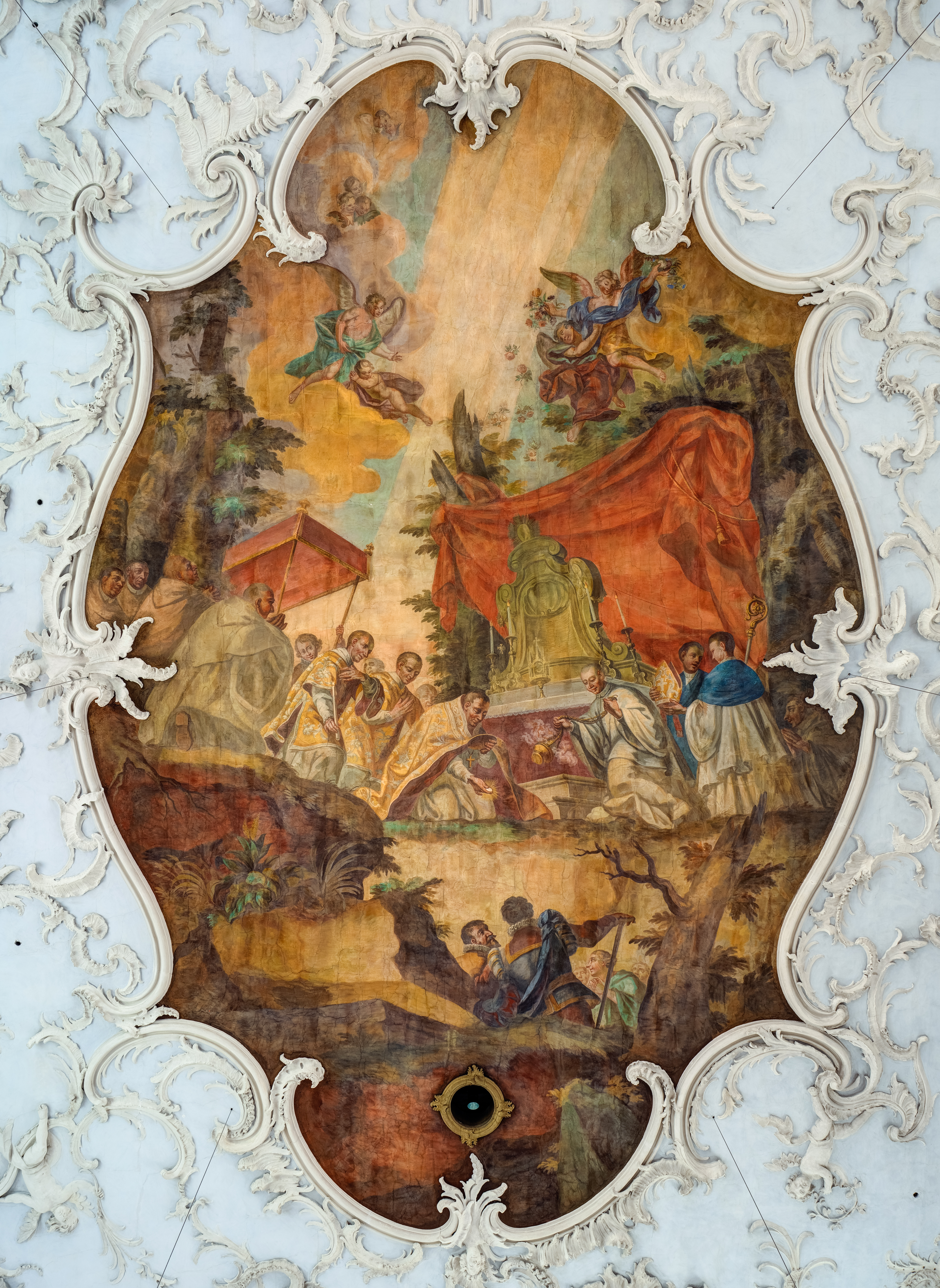
Fresque peinte au plafond par Anton Clemens Lünenschloss de 1748 à 1751 dans l'église de la paroisse catholique St. Jakobus der Ältere (Saint Jacques de Zébédée) à Burgwindheim en Bavière.

Anton Clemens Lünenschloss, né en 1678 et décédé en 1763, est un peintre baroque allemand. Il fut le peintre officiel de la cour de la principauté épiscopale de Wurtzbourg.